# Оргія (драматична поема)
«Оргія» — драматична поема Лесі Українки.

## Дійові особи
- Антей — співець.
- Герміона — мати його.
- Евфрозіна — сестра його.
- Неріса — жінка його.
- Хілон — ученик його.
- Федон — скульптор.
- Меценат — багатий, значний римлянин, нащадок відомого Мецената.
- Префект.
- Прокуратор.
- Гості на оргії, раби, рабині, танцівниці, міми, хор панегіристів.

## Історія публікацій і написання
Роботу над драмою «Оргія» було почато влітку 1912 р. і закінчено, як свідчить дата в чорновому автографі, 28 березня 1913 р.
В листі до Ольги Кобилянської від 21 березня 1913 р. Леся Українка писала, що «все докінчує, та ніяк не докінчить одної речі, початої ще дома літом».
Зберігся чорновий автограф.
Вперше надруковано в журналі «Дзвін» під криптонімом Л. У.

## Постановки
На початку 1914 р. драма «Оргія» посмертно була дозволена до постановки і театр Миколи Садовського в Києві підготував її виставу.
В УРСР «Оргія» вперше була поставлена режисером Л. І. Каневським в Житомирському театрі (1961 рік) та О. П. Горбенком в Херсонському театрі (1972 рік).
Від 13 березня 2004 ставиться у театрі ім. М. Заньковецької.
За поемою «Оргія» була написана однойменна опера О. Костіна в 1993 році, проте перше її виконання відбулося лише на 26 лютого 2021 року.